# Odontria inconspicua
Odontria inconspicua är en skalbaggsart som beskrevs av Given 1952. Odontria inconspicua ingår i släktet Odontria och familjen Melolonthidae. Inga underarter finns listade i Catalogue of Life.